# Pulvinaria hydrangeae
Pulvinaria hydrangeae is een schildluis die behoort tot de wollige dopluizen. Men veronderstelt dat deze soort inheems is in Oost-Azië. In de jaren zestig werd het samen met geïmporteerde sierplanten naar Europa gebracht. Hij is polyfaag en komt voor op een groot aantal planten, zoals hortensia en gewone esdoorn. Hij komt niet voor op Ilex en zelden op Taxus. Ze kennen slechts een generatie. Overwintering vindt plaats op jonge twijgen waar nimfen zich blijven voeden. Ze komen vooral voor aan de onderkant van het blad. Volwassen mannetjes zijn zeldzaam en hun rol blijft onzeker omdat parthogenetische reproductie optreed.

## Kenmerken
Hij heeft een lengte van 2,5 tot 4,6 mm en een breedte van 2,1 tot 3,9 mm. De dorsale zijde van de anale plaat heeft vier setae (drie apicale en één subdiscale), en de ventrale zijde draagt drie subapicale setae.
De ovisac is tot 10 mm lang en wordt gevormd tussen juni en augustus. Deze is langgerekt met drie duidelijke groeven. Meestal vallen de wijfjes af nadat de eieren gelegd zijn en blijft alleen de ovisac op het blad.

## Voorkomen
Pulvinaria hydrangeae is waargenomen in Azië (Japan), Australië, Nieuw-Zeeland, Noord-Amerika (Verenigde Staten), Europa (onder meer België, Frankrijk , Italië, Engeland, Duitsland en Zwitserland).
In Nederland is de soort in augustus 1983 voor het eerst vastgesteld. Toen is een vrouwtje waargenomen op een Prunus in Zundert nabij de Belgische grens. Later werd deze soort algemener, maar nagenoeg afwezig in de noordelijke provincies. In 2022 komt de soort zeer algemeen voor en is alleen nog afwezig in Groningen en Drenthe. 